# فضای ضرب داخلی
با توجه به مفهوم ضرب داخلی و یک فضای برداری، فضای ضرب داخلی (به انگلیسی: Inner product space) عبارتست از یک فضای برداری (حقیقی یا مختلط) با ضرب داخلی‌ای مشخص بر روی آن.

## ضرب‌های داخلی
مثالی از ضرب داخلی، همان ضرب نقطه‌ای یا اسکالری بردارها در {\displaystyle R^{3}} است.ضرب اسکالری بردارهای {\displaystyle \alpha =(x_{1},x_{2},x_{3})} و{\displaystyle \beta =(y_{1},y_{2},y_{3})} در {\displaystyle R^{3}} عبارت است از:
{\displaystyle (\alpha |\beta )=x_{1}y_{1}+x_{2}y_{2}+x_{3}y_{3}}
از نظر هندسی، این ضرب نقطه‌ای عبارت است از حاصل ضرب طول {\displaystyle \alpha } در طول {\displaystyle \beta } در کسینوس زاویه‌ی بین {\displaystyle \alpha } و {\displaystyle \beta } .
بنابراین مفاهیم طول و زاویه را در {\displaystyle R^{3}} می‌توان با ضرب اسکالری که به طور جبری تعریف می‌شود نیز تعریف کرد.
حال تعریف ضرب داخلی را بسط می‌دهیم.

## تعریف
فرض کنیم F هیئت اعداد حقیقی یا هیئت اعداد مختلط و V فضایی برداری برروی F باشد.یک ضرب داخلی روی V تابعی است که به هر جفت مرتب از بردارهای {\displaystyle \alpha } و{\displaystyle \beta } اسکالری چون {\displaystyle (\alpha |\beta )} در F را طوری اختصاص می‌دهد که به ازای همه‌ی {\displaystyle \alpha } ها، {\displaystyle \beta } ها و {\displaystyle \gamma }های در V و همه‌ی اسکالرهای c داشته باشیم:

1.{\displaystyle (\alpha +\beta |\gamma )=(\alpha |\gamma )+(\beta |\gamma )}
2.{\displaystyle (c\alpha |\beta )=c(\alpha |\beta )}
3.{\displaystyle (\beta |\alpha )=(\alpha |\beta )}
4.{\displaystyle (\alpha |\alpha )\geq 0}
البته اگر در فضای مختلط باشد ویژگی سوم با ویژگی زیر عوض می‌شود.
3.{\displaystyle (\beta |\alpha )={\overline {(\alpha |\beta )}}}
ویژگی اول و دوم به خطی بودن رابطه مربوطند.

## خاصیت های ضرب داخلی
مفاهیمی نظیر طول و تعامد به‌وسیله ضرب داخلی روی فضا تحمیل می‌شوند.
به یک فضای ضرب داخلی مختلط فضای یکانی و به یک فضای ضرب داخلی حقیقی با بعد متناهی یک فضای اقلیدسی می‌گویند.
طبق یک قضیه اگر {\displaystyle V} یک فضای ضرب داخلی باشد آنگاه به ازای هر دو بردار {\displaystyle \alpha } و {\displaystyle \beta } در {\displaystyle V} و هر اسکالر {\displaystyle c}:
- {\displaystyle \rVert c\alpha \rVert =\mid c\mid \rVert \alpha \rVert }
- به ازای {\displaystyle \alpha \neq 0}، {\displaystyle \rVert \alpha \rVert \geq 0}
- {\displaystyle \mid (\alpha \mid \beta )\mid \leq \rVert \alpha \rVert \rVert \beta \rVert } (نابرابری کوشی-شوارتز)
- {\displaystyle \rVert \alpha +\beta \rVert \leq \rVert \alpha \rVert +\rVert \beta \rVert }